# Rhadinobracon bicostatus
Rhadinobracon bicostatus är en stekelart som först beskrevs av Szepligeti 1906.  Rhadinobracon bicostatus ingår i släktet Rhadinobracon och familjen bracksteklar. Utöver nominatformen finns också underarten R. b. glabratus.